# Andreas Luthe
Andreas Luthe (ur. 10 marca 1987 w Velbercie) – niemiecki piłkarz grający na pozycji bramkarza. Od 2016 roku zawodnik FC Augsburg.

## Kariera
W 1994 roku dołączył do klubu SuS Niederbonsfeld. W 1997 zaczął grać dla Borussii Velbert. 4 lata później odszedł z Borussii do drużyny młodzieżowej VfL Bochum. W 2005 roku przeszedł do seniorów tego klubu i rozegrał w nim 157 meczów. W 2016 trafił do FC Augsburg.